# Constance de Bourgogne
Constance de Bourgogne, née le 8 mai 1046 et morte en 1093, est une princesse bourguignonne devenue Reine de Castille et de León par son mariage avec Alphonse VI.

## Biographie
Elle est la fille du duc Robert Ier de Bourgogne, lui-même fils de Robert II le Pieux, roi des Francs et d'Hélie de Semur. Elle est la tante des ducs Hugues Ier et Eudes Ier.
Veuve en premières noces d'Hugues II de Chalon (mort en 1078), elle épouse Alphonse VI, roi de León (à une date qui se situe avant le 8 mai 1080). Elle donne à son époux six enfants parmi lesquels seule survit Urraque, la future reine de León. Pendant son union, elle doit supporter les infidélités de son époux.
On dit qu'elle aurait essayé d'aider le Cid Campeador en influençant le roi, pour qu'il lève son bannissement. Elle appelle le moine français Aleaume de Burgos — connu plus tard sous le nom de saint Lesmes — pour qu'il substitue à la liturgie mozarabe la liturgie romaine.
Constance meurt au second semestre de 1093, et son corps est enterré au monastère royal Saint-Benoît à Sahagún.